# Piet de Kant
Piet de Kant (Rotterdam, 30 mei 1965) is een voormalig Nederlands voetballer. In de jaren 80 speelde hij vier seizoenen als voorstopper/verdediger bij Sparta Rotterdam.
Op 2 oktober 1985 schakelde Sparta in de Europacup Hamburger SV via strafschoppen uit. De Kant was invaller in deze return in Hamburg. Hij nam geen penalty. . 